# El Bover
El Bover (antigament, mas Gil) és una masia situada al municipi de Riudaura, a la comarca catalana de la Garrotxa. És d'origen medieval i es té constància escrita des del segle xiv. Va ser construïda al segle XX i restaurada al segle xxi. És un conjunt situat a la part baixa d'una vessant de suau pendent amb una cabanya, que se situa darrere del mas.
Prop d'aquesta maia es van realitzar perforacions petrolíferes als anys seixanta. Al 2012, quan el govern va atorgar un permís per reobrir l'explotació, diversos partits polítics van signar en aquesta masia el Compromís del Bover amb l'objectiu de prohibir la fracturació hidràulica a Catalunya.